# Corps portant
 (août 2022).
Si vous disposez d'ouvrages ou d'articles de référence ou si vous connaissez des sites web de qualité traitant du thème abordé ici, merci de compléter l'article en donnant les références utiles à sa vérifiabilité et en les liant à la section « Notes et références ».

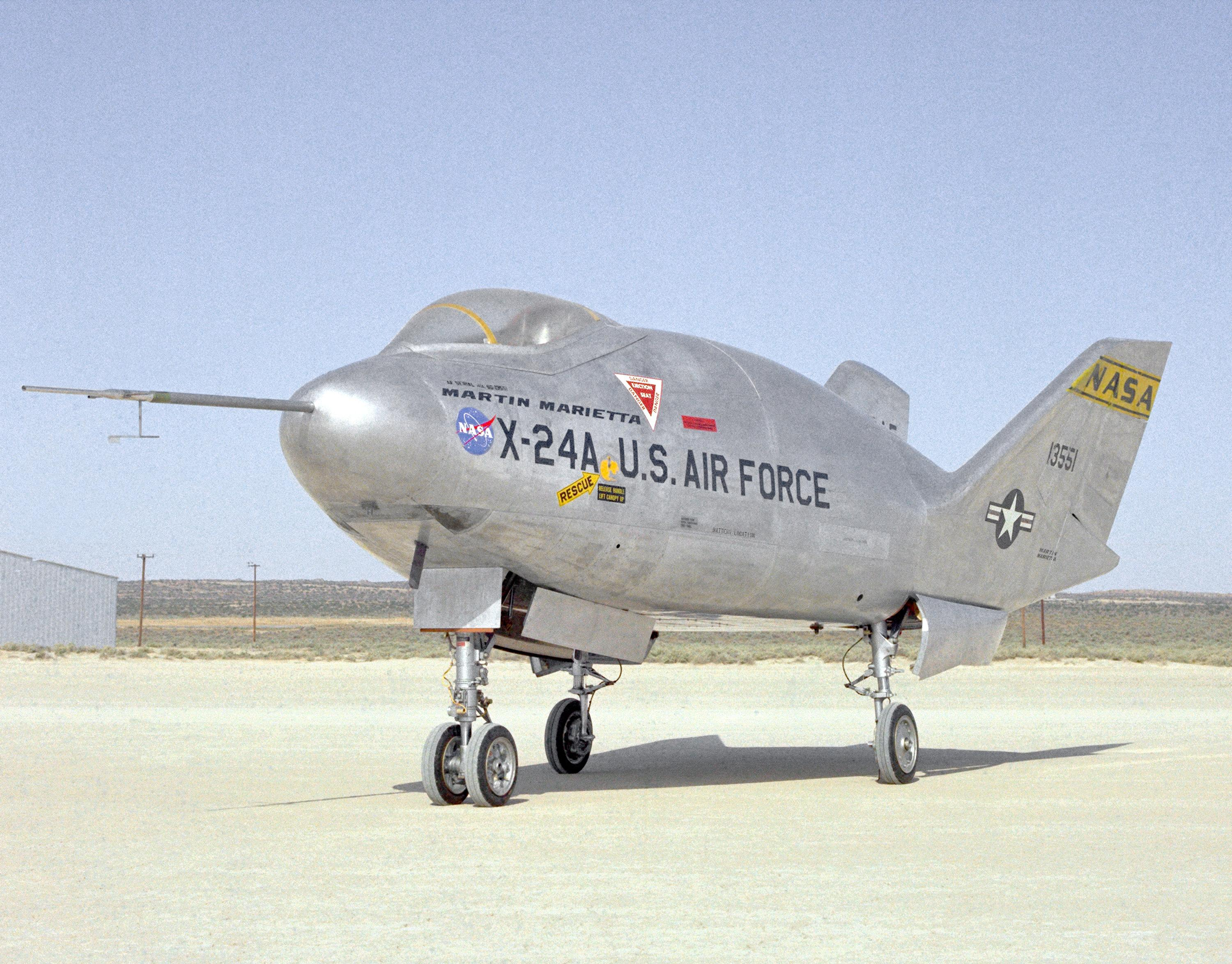
Martin Marietta X-24A construit pour un projet militaire américain expérimental de 1963 à 1975.

Un corps portant, aussi dit fuselage porteur, est un engin spatial ou un aéronef hypersonique pour lequel l'effet de portance n'est pas produit par des ailes mais par le fuselage. 
Cette conception limite pour les aéronefs l'effet de traînée et pour les deux catégories d'engin la surface de friction génératrice de chaleur. L'absence d'ailes se traduit par une instabilité importante à basse vitesse. Les seuls corps portants ayant volé sont des prototypes de navette spatiale qui n'ont, en date de 2019, jamais eu de carrière opérationnelle.

## Origine des aéronefs à corps portant
Les avions hypersoniques ou les engins spatiaux dotés d'ailes doivent être conçus pour pouvoir résister aux contraintes mécaniques et aux forces de friction générant de hautes températures lors de vols hypersoniques ou de rentrées atmosphériques. L'une des solutions envisagées a été de supprimer les ailes et de faire générer l'effet de portance par le corps de l'engin. La navette spatiale utilisant la face inférieure de son fuselage très large fait en partie appel à cette conception, mais par d'autres aspects, elle reprend plutôt le principe plus classique d'un avion à ailes delta.

## Historique

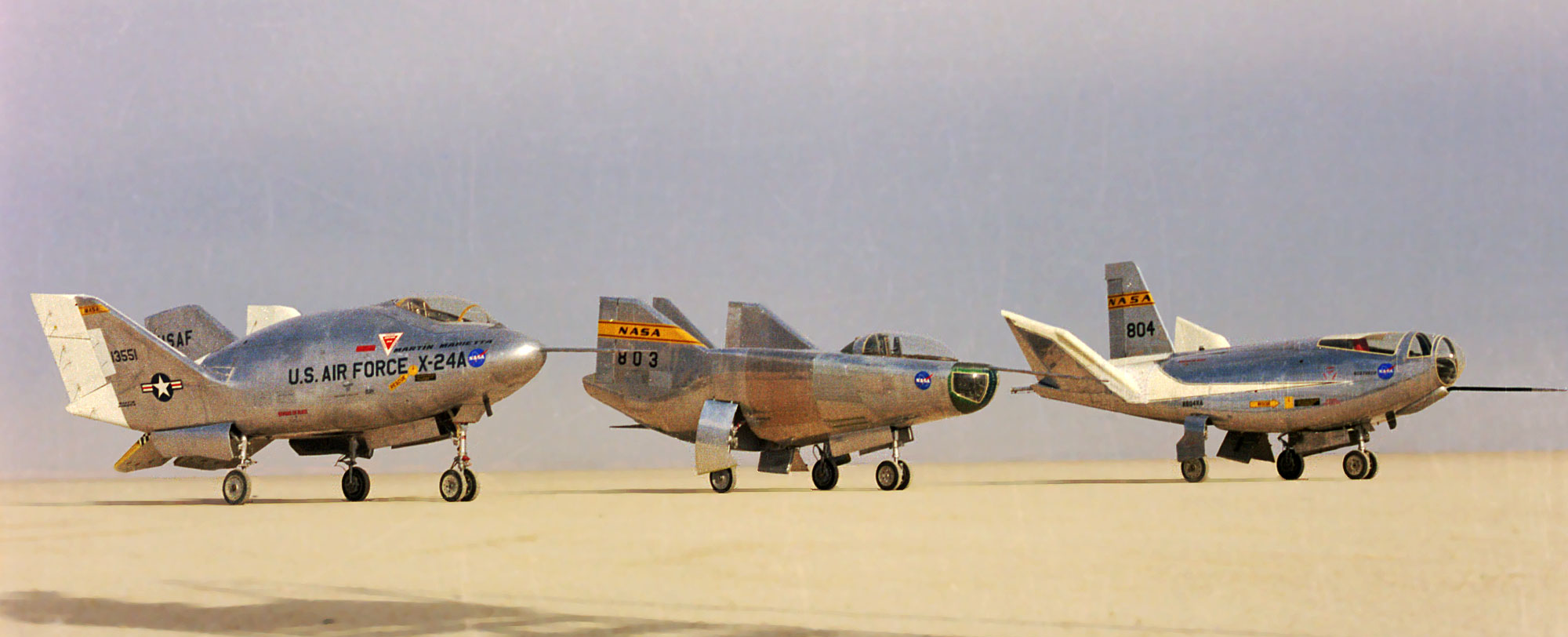
X-24A, M2-F3 et HL-10 appareils de recherche de la NASA sur les fuselages porteurs.

Vincent Burnelli, dans les années 1930, est l'un des premiers à développer et faire voler ce type d'avion. La conception du General Airborne Transport XCG-16 de 1943 a évolué à partir des théories du fuselage porteur (« lifting fuselages ») de Vincent Burnelli énoncées dans le brevet américain n ° 1 758 498, délivré le 13 mai 1930.
Les recherches sur les engins à fuselage porteur commencèrent en 1962 avec Dale Reed (en) du Dryden Flight Research Center de la NASA. Un premier modèle à l'echelle 1, le NASA M2-F1, est construit en bois. Les premiers essais ont lieu au sol, le prototype étant tracté par une Pontiac Catalina modifiée. Plus tard, le prototype est testé comme un planeur tracté derrière un C-47. Le M2-F1 est bientôt surnommé « the flying bathtub », la baignoire volante, en rapport avec sa forme assez particulière.
En 1963, la NASA commence à tester des prototypes plus puissants, propulsés par des moteurs-fusées et largués par des B-52.
L'un des problèmes majeurs rencontrés est la séparation du flux d'air. En effet, celui-ci devient très turbulent à l'arrière, ce qui entraîne la perte de contrôle et de portance. Le problème est partiellement résolu en inclinant les stabilisateurs verticaux latéraux et en agrandissant le stabilisateur vertical central.

## Pilotes et vol sur les aéronefs à corps portant
| Pilote              | M2-F1 | M2-F2 | HL-10 | HL-10 mod | M2-F3 | X-24A | Hyper III | X-24B | Total |
| ------------------- | ----- | ----- | ----- | --------- | ----- | ----- | --------- | ----- | ----- |
| Milton O. Thompson  | 45    | 5     | -     | -         | -     | -     | 1         | -     | 51    |
| Bruce Peterson      | 17    | 3     | 1     | -         | -     | -     | -         | -     | 21    |
| Chuck Yeager        | 5     | -     | -     | -         | -     | -     | -         | -     | 5     |
| Donald L. Mallick   | 2     | -     | -     | -         | -     | -     | -         | -     | 2     |
| James W. Wood       | *     | -     | -     | -         | -     | -     | -         | -     | *     |
| Donald M. Sorlie    | 5     | 3     | -     | -         | -     | -     | -         | -     | 8     |
| William H. Dana     | 1     | -     | -     | 9         | 19    | -     | -         | 2     | 31    |
| Jerauld R. Gentry   | 2     | 5     | -     | 9         | 1     | 13    | -         | -     | 30    |
| Fred Haise          | *     | -     | -     | -         | -     | -     | -         | -     | *     |
| Joe Engle           | *     | -     | -     | -         | -     | -     | -         | -     | *     |
| John A. Manke       | -     | -     | -     | 10        | 4     | 12    | -         | 16    | 42    |
| Peter C. Hoag       | -     | -     | -     | 8         | -     | -     | -         | -     | 8     |
| Cecil W. Powell     | -     | -     | -     | -         | 3     | 3     | -         | -     | 6     |
| Michael V. Love     | -     | -     | -     | -         | -     | -     | -         | 12    | 12    |
| Einar K. Enevoldson | -     | -     | -     | -         | -     | -     | -         | 2     | 2     |
| Francis Scobee      | -     | -     | -     | -         | -     | -     | -         | 2     | 2     |
| Thomas C. McMurtry  | -     | -     | -     | -         | -     | -     | -         | 2     | 2     |
| Total               | 77    | 16    | 1     | 36        | 27    | 28    | 1         | 36    | 222   |

- Lors du 16e vol du Northrop M2-F2, un atterrissage brutal détruit le prototype et blesse grièvement le pilote, Bruce Peterson. Le prototype est reconstruit pour devenir le Northrop M2-F3.
- James W. Wood, Fred Haise et Joe Engle n'effectuent que des essais au sol, en pilotant le M2-F1 tracté par une voiture.

## Dans la culture populaire
Bien que de nombreux avions-X (avions expérimentaux de l'US Air Force et de la NASA) aient été conçus sur le principe des fuselages porteurs (Lockheed Martin X-33, X-20 Dyna-Soar…), la référence la plus connue aux aéronefs à corps portant est l'utilisation d'un film de la NASA montrant l'écrasement du Northrop M2-F2 (qui sert de scène d'introduction de la série télévisée des années 1970 L'Homme qui valait trois milliards).